# باميلا سارغنت
باميلا سارغنت (بالإنجليزية: Pamela Sargent)‏ (20 مارس 1948، إثاكا في الولايات المتحدة)؛ كاتِبة وروائية أمريكية.